# Özden
Özden ist ein türkischer männlicher (und selten weiblicher) Vorname sowie Familienname.

## Verbreitung
Der Mädchenname kommt im deutschsprachigen Raum nur selten vor. In Deutschland wurde er in den letzten 10 Jahren etwa 20 Mal vergeben. In der Schweiz wird der Name von 39 Personen getragen (Stand 2023). Der weibliche Vorname wurde in Österreich in den Jahren 1997, 2002 und 2010 jeweils ein Mal vergeben.

## Namensträger

### Vorname
- Özden Öngün (* 1978), türkischer Fußballspieler
- Özden Örnek (1943–2018), türkischer Admiral
- Özden Terli (* 1971), deutscher Meteorologe und Moderator

### Familienname
- Cihan Özden (* 1976), deutsch-türkischer Popmusiker Sürpriz
- Emir Özden (* 1996), türkischer Schauspieler
- Sedat Özden (* 1953), türkischer Fußballspieler und -trainer
- Serkan Özden (* 1977), türkischer Ringer
- Yekta Güngör Özden (* 1932), türkischer Jurist
- Zafer Özden (* 1985), türkischer Fußballspieler